# Blonde (Alizée-album)
A Blonde (IPA: [blɔnd]) a francia énekesnő, Alizée hatodik stúdióalbuma, mely 2014. június 23-án jelent meg, 1 évvel és 3 hónappal azután, hogy legutóbbi nagylemezét kiadta 2013-ban. Ahogy a cím is sugallja, Alizée szőkére festette a haját az album megjelenése előtt, s a promóciós fotókon is szőke hajjal látható. 2010 óta óta ez az első olyan album, melyhez nem készült gyűjtői kiadás. Az albumról két kislemez jelent meg, az első Blonde címmel 2013. március 18-án, a második pedig az Alcaline volt, mely egy héttel az album megjelenése előtt, 2014. június 16-án került kereskedelmi forgalomba. A lemez többnyire pozitív fogadtatásban részesült, ám a promóciós és az eladások szempontjából ismételten sikertelen volt.

## Háttér és kompozíció
A hatodik album felvételei 2013 őszén kezdődtek, miután Alizée jelenléte a Danse avec les stars műsorban igen kedvezőnek bizonyult. Elsőként Jérémy Parayre, a Télé 7 Jours újságírója beszélt az új lemezről, aki 2013. október 31-én Twitteren azt írta, hogy Alizée már egy új lemezen dolgozik. Az információt személyesen Alizée-től szerezte egy fotózás és interjú alatt, mely a Télé 7 Jours számára készült még aznap.
Nem sokkal később Alizée bejelentette, hogy az új albuma 2014 tavaszán fog debütálni. Emellett egy képet is közzé tett a közösségi oldalakon, melyen a stúdióban láthatjuk őt, az új dalok felvétele közben. 2013 végétől egészen 2014 februárjáig a Danse avec les stars turnéja foglalta le az énekesnőt, majd mielőtt visszatért volna a stúdióba folytatni a munkálatokat, pár napot New Yorkban töltött kislányával és Grégoire Lyonnet-vel.
2013. március 12-én véletlenül kiszivárgott az új kislemez borítója, melyen sokak döbbenetére Alizée szőke hajjal volt látható. Két nappal később, március 14-én a Sony Music France megerősítette, hogy az új album első kislemeze 2014. március 18-án jelenik meg.
2014. március 17-én, a Sony Music France közzétette azoknak a személyeknek a nevét, akik közreműködtek Alizée új albumán. A listán szerepelt Laurent Konrad(fr), Lionel Florence(fr), Zazie, Pierre Grillet és Pascal Obispo. Az első kislemezt, a Blonde-ot, Laurent Konrad írta.
2013 őszén pletykáltak arról, hogy az albumon helyet kap pár feldolgozás is, de mindezt Alizée személyesen cáfolta meg. Zavar támadt az által is, hogy Alizée egyszer azt mondta, Japánba fog utazni, ahol pár japán dalt énekel majd fel. Sokan azt hitték, az új lemez japán dalokat is fog majd tartalmazni, de kiderült, hogy mindez félreértés volt. Később Alizée tisztázta a helyzetet azzal, hogy azért megy majd japánba, hogy egy animációs film főcímdalát énekelje el, de végül erre sosem került sor.

## Promóció
2014. május 14-én Alizée Facebookon hirdetett meg egy vetélkedést, mely során meg lehetett nyerni az új albumát és egy VIP jegyet a koncertjére, ami egy személyes találkozót is biztosított volna vele.
Ugyanezen a napon derült ki az új album neve, mely az első kislemezhez hasonlóan a Blonde címet viselte, valamint megjelent az album borítója is. Emellett bejelentették, hogy Alizée ősszel turnézni indul a Blonde Tour keretein belül.

## Kislemezek
- Az album első kislemeze Blonde címmel jelent meg 2014. március 18-án. A hozzá készült videóklipet április 12-én forgatták. A klip április 28-án debütált YouTube-on, melyben Alizée kislánya, Annily is szerepel, aki egyébként ugyanezen a napon ünnepelte kilencedik születésnapját.
- A második kislemez az Alcaline volt, mely pontosan egy héttel az album megjelenése előtt, 2014. június 16-án került kereskedelmi forgalomba. A dalhoz nem készült videóklip.

## Az albumon szereplő dalok listája
1. Blonde (3:28)
2. K.O. (3:02)
3. Alcaline (3:18)
4. Seulement pour te plaire (3:29)
5. L'amour renfort (3:30)
6. Bi (2:43)
7. Mon planeur (2:57)
8. Ce qui tue l'amour (2:49)
9. Tweet (3:21)
10. Charles est stone (2:44)
11. Mylène Farmer (3:08)
12. Plus de bye bye (3:55)

## Díjak és jelölések

### Jelölések
La Chanson de l'année
- La Chanson de l'année (Az év dala) 2014 : Blonde

## Listák
| Lista(2014)                    | Legjobb helyezés |
| ------------------------------ | ---------------- |
| Belga Album Lista (Wallonia)   | 19               |
| Franciaország (SNEP)           | 19               |
| Mexikói Album Lista (AMPROFON) | 51               |